# Baltazar Álvares
Baltazar Álvares (1560-1630), foi um arquiteto português ativo entre os séculos XVI e XVII. Jesuíta, licenciou-se em Filosofia e Teologia nas universidades de Coimbra e Évora.

## Obra
Em 1580, após a morte do arquiteto e seu possível tio Afonso Álvares, o Cardeal D. Henrique nomeia-o para o substituir no cargo de mestre de obras na comarca do Alentejo, onde trabalhou nas obras dos paços de Santarém, Almeirim e Salvaterra de Magos e no Mosteiro da Batalha.
Em 1579 elabora o traçado do Colégio de Santo Antão para os jesuítas, em Lisboa (atualmente Hospital São José), seguindo-se em 1598 o projeto para o Mosteiro de São Bento da Saúde na mesma cidade, onde atualmente funciona a Assembleia da República.
Entre 1597 e 1624, Baltazar Álvares dirigiu as obras do Mosteiro de São Vicente de Fora, em Lisboa, e acredita-se que possa ter sido responsável pelo desenho da fachada. Foi substituído por Pedro Nunes Tinoco em 1624.
A influência de São Vicente de Fora é evidente na planta da Igreja do Colégio Jesuíta de Coimbra, atual Sé Nova, que foi projetada por Baltazar Álvares em 1598.